# Kirsty Balfour
Kirsty Balfour (Edimburgo, 21 febbraio 1984) è una nuotatrice britannica.
Specializzata nella rana, ha conquistato l'argento nei 200 m ai mondiali di Melbourne 2007, a pari merito con la statunitense Megan Jendrick.
Nel 2006 ai campionati europei di Budapest ha vinto oro e argento rispettivamente nei 200 m e nei 100 m rana (cosa che ha ripetuto agli europei in vasca corta di Helsinki) e un secondo oro con la staffetta britannica 4x100 m mista.

## Palmarès
- Mondiali

Melbourne 2007: argento nei 200m rana.
- Europei

Budapest 2006: oro nei 200m rana e nella 4x100m misti e argento nei 100m rana.
- Europei in vasca corta

Helsinki 2006: oro nei 200m rana e argento nei 100m rana.
- Giochi del Commonwealth

Melbourne 2006: argento nei 200m rana e bronzo nei 100m rana.
- Europei giovanili

Dunkerque 2000: argento nei 100m rana e bronzo nei 50m rana.